# Nellie Organ
 (octobre 2021).
Si vous disposez d'ouvrages ou d'articles de référence ou si vous connaissez des sites web de qualité traitant du thème abordé ici, merci de compléter l'article en donnant les références utiles à sa vérifiabilité et en les liant à la section « Notes et références ».
Nellie Organ, née le 24 août 1903 à Waterford en Irlande et morte le 2 février 1908 à Cork (Irlande), est une jeune chrétienne, apôtre de l'Eucharistie. 

## Biographie
Nellie Organ, née Ellen Organ, est née le 24 août 1903 en Irlande. 
Le 11 mai 1907, gravement malade, elle est conduite au couvent du Bon Pasteur de Cork.  
L'enfant a déjà une grande dévotion à l'Eucharistie et à la Passion du Christ. Le 6 décembre 1907, elle reçoit sa première communion à 4 ans, alors qu'à cette époque là, on devait la recevoir à 14 ans. Elle meurt le 2 février 1908, rongée par la maladie.

## Postérité
À sa mort, on commence à la prier et des miracles se seraient réalisés. Par la suite, on l'a surnommé volontiers la Violette du Saint-Sacrement. Elle est fêtée le 2 février, jour de sa mort. Malgré la dévotion dont elle a fait l'objet au fil des ans, l'Église catholique n'a pas encore ouvert de cause de canonisation. Le pape Pie X ayant lu le livre du frère Bernard des Ronce, envisageait d'ouvrir une cause mais sa mort en 1914 a empêché un développement ultérieur. Son jeune âge aurait été considéré comme un facteur important pour ne pas la proclamer sainte.